# Valentina Costanza
Valentina Costanza (Biella, 27 febbraio 1987) è una mezzofondista e siepista italiana.
Ha vinto tre titoli italiani assoluti di fila sui 3000 m siepi (2010, 2011 e 2012), 16 titoli nazionali giovanili tra indoor ed outdoor ed uno universitario sui 3000 m siepi (2010), per un totale di 20 titoli nazionali.
A livello internazionale seniores, ha vinto una medaglia di bronzo nella classifica a squadre dei Mondiali militari di corsa campestre nel 2008; inoltre, sempre di corsa campestre, ha partecipato a due Mondiali universitari ed altrettanti Europei.

## Biografia

### Gli inizi, le società di militanza e gli allenatori
La sua società d'origine è stata l'Unione Sportiva Val Mos iniziando a praticare l'atletica leggera nel 1996 all'età di 9 anni, poi è passata al Gruppo Sportivo Ermenegildo Zegna; dal 2005 difende i colori del Cus Bologna e dal 2007 è stata reclutata dall'Esercito.
Mezzofondista versatile, dal 2010 si dedica anche ai 3000 m siepi. Risiede a Veglio, in provincia di Biella.
È stata allenata da Tiziano Bozzo ed ora è seguita da Andrea Bello.

### 2004-2006: i primi titoli italiani giovanili e le prime esperienze in gare internazionali
Vince il suo primo titolo italiano giovanile nel 2004 quando si aggiudica i 1500 m ai campionati allieve.
Nello stesso anno esordisce in una manifestazione internazionale, in occasione dei Giochi mondiali studenteschi di corsa campestre a Lione in Francia, terminando al 17º posto individuale e 18º di squadra; sempre nel 2004, vince le sue prime medaglie internazionali a Milano in occasione dei Giochi europei studenteschi: medaglia d'oro con la staffetta 4x400 m ed argento nei 1500 m.
Secondo titolo italiano giovanile nel 2005 quando vince i 1000 m juniores indoor e poi agli assoluti al coperto giunge ottava nei 3000 m.
Partecipa poi ai Mondiali juniores di corsa campestre a Saint-Galmier (Francia) finendo all'88º posto nell'individuale e 15a nella classifica a squadre.
Titolo italiano juniores nella corsa campestre.
Stagione indoor 2006: pur essendo iscritta sui 1500 m agli assoluti indoor di Ancona, non ha però gareggiato; agli italiani juniores fa doppietta 800–1500 m. all'aperto prima finisce 10ª agli assoluti sui 1500 m e poi vince oro (1500 m) e bronzo (800 m) agli italiani juniores.
In ambito mondiale juniores, gareggia in due manifestazioni entrambe in estremo oriente: nella rassegna iridata di categoria svoltasi a Pechino in Cina esce in batteria sui 1500 m ed in quella iridata di corsa campestre a Fukuoka (Giappone) conclude al 60º posto.

### 2007-2009: la medaglia di bronzo ai Mondiali militari di cross e l'esordio nella Nazionale assoluta
Tre titoli italiani promesse vinti nel 2007: 1500 m indoor (4a sugli 800 m) e 800–1500 m outdoor; partecipa agli assoluti sia indoor che outdoor gareggiando in entrambi sui 1500 m, terminando quinta al coperto ed ottava all'aperto.
A livello internazionale, agli Europei under 23 a Debrecen in Ungheria finisce decima nei 1500 m e poi agli Europei under 23 di corsa campestre a Toro (Spagna) arriva 50ª nell'individuale e settima nella classifica a squadre.
Tre titoli italiani promesse 2008: 1500 m indoor (sugli 800 m, pur essendo tra le iscritte, non ha gareggiato), 800–1500 m outdoor.
Pur iscritta sia sui 1500 che nei 3000 m agli assoluti indoor di Genova nel 2008, non ha gareggiato in entrambe le gare.
Agli assoluti all'aperto ha vinto la medaglia di bronzo sui 1500 m.
Ha preso parte a tre eventi internazionali di corsa campestre nello stesso anno: Mondiali militari a Thun in Svizzera (medaglia di bronzo a squadre e 13ª classificata nell'individuale), Mondiali universitari (17º posto individuale e 5º di squadra) ed Europei under 23 (32a nell'individuale ed 8a a squadre).

Inoltre ha esordito con la Nazionale assoluta gareggiato anche in Coppa Europa ad Annecy in Francia giungendo settima nei 3000 m.
Quattro titoli italiani promesse vinti nel 2009 con due doppiette: 800–1500 m indoor ed altrettanto all'aperto.
Agli assoluti è stata argento sui 1500 m indoor (sesta negli 800 m), mentre all'aperto è giunta quinta nei 1500 m.
Due campionati di categoria disputati sempre nel 2009: Europei under 23 (nono posto sui 1500 m) e Europei 23 di corsa campestre (24º posto personale ed 8º a squadre).

### 2010-2012: la tripletta di titoli italiani assoluti sui 3000 metri siepi
Doppietta di titoli italiani nel 2010, col primo assoluto sui 3000 m siepi ed uno universitario sulla stessa specialità; inoltre due medaglie agli assoluti indoor, con l'argento sui 1500 m ed il bronzo nei 3000 m.
3 manifestazioni internazionali di corsa campestre: Mondiali militari ad Ostenda in Belgio (16º posto individuale e 4º di squadra), Mondiali universitari in Canada a Kingston (18a ed 8a), Europei ad Albufeira in Portogallo (29º e 7º posto); poi il l'Europeo per nazioni a Bergen in Norvegia (sesta sui 3000 m) ed il DécaNation francese ad Annecy (quinta sui 3000 m).
Nel 2011 pur iscritta su 1500 e 3000 m agli assoluti indoor di Ancona non ha gareggiato; terzo titolo assoluto sui 3000 m siepi.
Europeo per nazioni in Svezia a Stoccolma (undicesima sui 1500 m), Universiadi cinesi a Shenzhen (batteria nei 3000 m siepi) ed Europei di corsa campestre a Velenje in Slovenia (48ª posizione individuale e 6a di squadra).
Terzo titolo italiano assoluto consecutivo sui 3000 m siepi nel 2012; agli assoluti indoor invece diventa vicecampionessa sui 1500 m e si ritira in batteria nei 3000 m.
Il tris di titoli italiani assoluti sui 3000 m siepi nel triennio 2010-2011-2012 la mette alla pari con Elena Romagnolo (uniche due atlete italiane a riuscirci).
Nel 2012 ha avuto una microfrattura al metatarso.

### 2013-2015: gli infortuni e l'argento sui 5000 metri agli assoluti
Salta gli assoluti indoor 2013, mentre in quelli all'aperto esce in batteria sugli 800 m e termina quinta sui 1500 m.
Verso la fine del 2013 ha subito un infortunio al soleo.
Nel biennio 2014-2015 rispettivamente termina quarta agli italiani di corsa campestre a Nove-Marostica e vince la medaglia di bronzo sui 5000 m agli assoluti di Rovereto; quindi conclude quarta sui 3000 m agli assoluti indoor di Padova e nona nella corsa campestre di Fiuggi.
Sempre nel 2015, agli assoluti di Torino diventa vicecampionessa sui 5000 m e giunge settima nei 1500 m.

## Progressione

### 800 metri piani
| Stagione | Tempo   | Luogo  | Data      | Rank. Mond. |
| -------- | ------- | ------ | --------- | ----------- |
| 2014     | 2'11"61 | Modena | 15-6-2014 |             |
| 2013     | 2'10"82 | Nembro | 3-7-2013  |             |
| 2011     | 2'10"38 | Modena | 10-7-2011 |             |
| 2010     | 2'13"15 | Modena | 13-6-2010 |             |
| 2009     | 2'09"30 | Caorle | 27-9-2009 |             |
| 2008     | 2'08"47 | Nembro | 23-7-2008 |             |
| 2007     | 2'08"34 | Nembro | 20-7-2007 |             |
| 2006     | 2'11"15 | Nembro | 11-7-2006 |             |
| 2005     | 2'09"95 | Donnas | 20-7-2005 |             |

### 1500 metri piani
| Stagione | Tempo   | Luogo      | Data      | Rank. Mond. |
| -------- | ------- | ---------- | --------- | ----------- |
| 2015     | 4'27"49 | Torino     | 26-7-2015 |             |
| 2014     | 4'25"70 | Bellinzona | 3-6-2014  |             |
| 2013     | 4'21"10 | Santhià    | 27-6-2013 |             |
| 2012     | 4'19"65 | Pavia      | 6-5-2012  |             |
| 2011     | 4'19"64 | Pavia      | 8-5-2011  |             |
| 2010     | 4'24"26 | Pavia      | 9-5-2010  |             |
| 2009     | 4'16"07 | Nivelles   | 27-6-2009 |             |
| 2008     | 4'20"12 | Cagliari   | 19-7-2008 |             |
| 2007     | 4'19"16 | Barcellona | 2-6-2007  |             |
| 2006     | 4'24"31 | Pechino    | 18-8-2006 |             |
| 2005     | 4'25"44 | Biella     | 21-5-2005 |             |

### 3000 metri piani
| Stagione | Tempo    | Luogo      | Data       | Rank. Mond. |
| -------- | -------- | ---------- | ---------- | ----------- |
| 2015     | 9'30"39  | Nembro     | 1-7-2015   |             |
| 2014     | 9'23"44  | Gavardo    | 18-5-2014  |             |
| 2012     | 9'16"93  | Trento     | 13-5-2012  |             |
| 2011     | 9'28"12  | Nembro     | 1-7-2011   |             |
| 2010     | 9'16"11  | Gavardo    | 22-5-2010  |             |
| 2009     | 9'20"08  | Nembro     | 22-7-2009  |             |
| 2008     | 9'44"06  | Annecy     | 21-6-2008  |             |
| 2007     | 9'26"63  | Borgosesia | 13-10-2007 |             |
| 2006     | 10'04"57 | Trento     | 16-9-2006  |             |

### 5000 metri piani
| Stagione | Tempo    | Luogo           | Data       | Rank. Mond. |
| -------- | -------- | --------------- | ---------- | ----------- |
| 2015     | 16'11"68 | Torino          | 25-7-2015  |             |
| 2014     | 16'28"19 | Rovereto        | 19-7-2014  |             |
| 2013     | 16'43"95 | Vicenza         | 29-9-2013  |             |
| 2012     | 16'45"16 | Campi Bisenzio  | 23-9-2012  |             |
| 2010     | 16'38"62 | Borgo Valsugana | 26-9-2010  |             |
| 2009     | 16'08"16 | Santhià         | 11-10-2009 |             |

### 3000 metri siepi
| Stagione | Tempo    | Luogo    | Data      | Rank. Mond. |
| -------- | -------- | -------- | --------- | ----------- |
| 2012     | 10'01"57 | Sofia    | 9-6-2012  |             |
| 2011     | 9'59"61  | Bottrop  | 15-7-2011 |             |
| 2010     | 9'58"78  | Grosseto | 1-7-2010  |             |

## Palmares
| Anno | Manifestazione                                  | Sede          | Evento               | Risultato | Prestazione | Note   |
| ---- | ----------------------------------------------- | ------------- | -------------------- | --------- | ----------- | ------ |
| 2004 | Giochi mondiali studenteschi di corsa campestre | Lione         |                      | 17ª       |             | [ 5 ]  |
| 2004 | Giochi mondiali studenteschi di corsa campestre | Lione         | A squadre            | 18ª       |             |        |
| 2004 | Giochi europei studenteschi                     | Milano        | 1500 m piani         | Argento   | 4'33"70     | [ 5 ]  |
| 2004 | Giochi europei studenteschi                     | Milano        | 4x400 m              | Oro       | 3'58"13     | [ 5 ]  |
| 2005 | Mondiali juniores di corsa campestre            | Saint-Galmier | 6153 m               | 88ª       | 24'17       | [ 6 ]  |
| 2005 | Mondiali juniores di corsa campestre            | Saint-Galmier | A squadre            | 15ª       | 305 punti   | [ 7 ]  |
| 2006 | Mondiali juniores di corsa campestre            | Fukuoka       | 6 km                 | 60ª       | 22'23       | [ 8 ]  |
| 2006 | Mondiali juniores                               | Pechino       | 1500 m piani         | Batteria  | 4'24"31     | [ 9 ]  |
| 2007 | Europei under 23 di corsa campestre             | Toro          | 6700 m               | 50ª       | 24'38       | [ 10 ] |
| 2007 | Europei under 23 di corsa campestre             | Toro          | Classifica a squadre | 7ª        | 139 punti   | [ 10 ] |
| 2007 | Europei under 23                                | Debrecen      | 1500 m piani         | 10ª       | 4'22"95     | [ 11 ] |
| 2008 | Mondiali militari di corsa campestre            | Thun          | 4 km                 | 13ª       | 13'54       | [ 12 ] |
| 2008 | Mondiali militari di corsa campestre            | Thun          | A squadre            | Bronzo    | 32 punti    | [ 13 ] |
| 2008 | Mondiali universitari di corsa campestre        | Mauquenchy    | 6280 m               | 17ª       | 23'45       | [ 14 ] |
| 2008 | Mondiali universitari di corsa campestre        | Mauquenchy    | A squadre            | 5ª        | 46 punti    | [ 14 ] |
| 2008 | Europei under 23 di corsa campestre             | Bruxelles     | 6 km                 | 32ª       | 22'39       | [ 15 ] |
| 2008 | Europei under 23 di corsa campestre             | Bruxelles     | A squadre            | 8ª        | 152 punti   | [ 15 ] |
| 2009 | Europei under 23                                | Kaunas        | 1500 m piani         | 9ª        | 4'17"55     | [ 16 ] |
| 2009 | Europei under 23 di corsa campestre             | Dublino       | 6039 m               | 24ª       | 22'14       | [ 17 ] |
| 2009 | Europei under 23 di corsa campestre             | Dublino       | A squadre            | 8ª        | 163 punti   | [ 17 ] |
| 2010 | Mondiali militari di corsa campestre            | Ostenda       | 4550 m               | 16ª       | 15'55       | [ 18 ] |
| 2010 | Mondiali militari di corsa campestre            | Ostenda       | A squadre            | 4ª        | 45 punti    | [ 18 ] |
| 2010 | Mondiali universitari di corsa campestre        | Kingston      | 5 km                 | 18ª       | 17’33       | [ 19 ] |
| 2010 | Mondiali universitari di corsa campestre        | Kingston      | A squadre            | 8ª        | 63 punti    | [ 19 ] |
| 2010 | Europei di corsa campestre                      | Albufeira     | 8170 m               | 29ª       | 28'28       | [ 20 ] |
| 2010 | Europei di corsa campestre                      | Albufeira     | A squadre            | 7ª        | 147 punti   | [ 21 ] |
| 2010 | DécaNation                                      | Annecy        | 3000 m siepi         | 5ª        | 10'22"46    | [ 22 ] |
| 2011 | Universiadi                                     | Shenzhen      | 3000 m siepi         | Batteria  | 10'05"54    | [ 23 ] |
| 2011 | Europei di corsa campestre                      | Velenje       | 8 km                 | 48ª       | 29'28       | [ 24 ] |
| 2011 | Europei di corsa campestre                      | Velenje       | A squadre            | 6ª        | 101 punti   | [ 24 ] |

## Campionati nazionali
- 3 volte campionessa assoluta dei 3000 m hs (2010, 2011, 2012)
- 1 volta campionessa universitaria dei 3000 m hs (2010)
- 1 volta campionessa promesse indoor degli 800 m (2009)
- 3 volte campionessa promesse dei 1500 m (2007, 2008, 2009)
- 3 volte campionessa promesse degli 800 m (2007, 2008, 2009)
- 3 volte campionessa promesse indoor sui 1500 m (2007, 2008, 2009)
- 1 volta campionessa juniores dei 1500 m (2006)
- 1 volta campionessa juniores di corsa campestre (2006)
- 1 volta campionessa juniores indoor dei 1500 m (2006)
- 1 volta campionessa juniores indoor sugli 800 m (2006)
- 1 volta campionessa juniores indoor dei 1000 m (2005)
- 1 volta campionessa allieve dei 1500 m (2004)

2004
- Oro ai Campionati italiani allievi e allieve, (Cesenatico), 1500 m - 4'30"27[25]

2005
- Oro ai Campionati italiani allievi-juniores-promesse indoor, (Genova), 1000 m - 2'51"86[26]
- 8ª ai Campionati italiani assoluti indoor, (Ancona), 3000 m - 9'53"69[26]

2006
- Oro ai Campionati italiani allievi-juniores-promesse indoor, (Ancona), 800 m - 2'11"18[27]
- Oro ai Campionati italiani allievi-juniores-promesse indoor, (Ancona), 1500 m - 4'30"66[28]
- Oro ai Campionati italiani juniores di corsa campestre, (Lanciano), 6 km - 20'31[29]
- 10ª ai Campionati italiani assoluti, (Torino),
1500 m - 4'28"84[30]
- Bronzo ai Campionati italiani juniores e promesse, (Rieti), 800 m - 2'15"48[31]
- Oro ai Campionati italiani juniores e promesse, (Rieti), 1500 m - 4'31"55[32]

2007
- 5ª ai Campionati italiani assoluti indoor, (Ancona), 1500 m - 4'26"12[33]
- 4ª ai Campionati italiani allievi-juniores-promesse indoor, (Genova), 800 m - 2'11"60[34]
- Oro ai Campionati italiani allievi-juniores-promesse indoor, (Genova), 1500 m - 4'29"59[35]
- Oro ai Campionati italiani juniores e promesse, (Bressanone), 800 m - 2'09"50[36]
- Oro ai Campionati italiani juniores e promesse, (Bressanone), 1500 m - 4'30"38[37]
- 8ª ai Campionati italiani assoluti, (Padova),
1500 m - 4'25"08[38]

2008
- Oro ai Campionati italiani allievi-juniores-promesse indoor, (Ancona), 1500 m - 4'22"55[39]
- Oro ai Campionati italiani juniores e promesse, (Torino), 800 m - 2'12"15[40]
- Oro ai Campionati italiani juniores e promesse, (Torino), 1500 m - 4'25"19[41]
- Bronzo ai Campionati italiani assoluti, (Cagliari), 1500 m - 4'20"12[42]

2009
- Oro ai Campionati italiani allievi-juniores-promesse indoor, (Ancona), 800 m - 2'08"64[43]
- Oro ai Campionati italiani allievi-juniores-promesse indoor, (Ancona), 1500 m - 4'25"28[44]
- 6ª ai Campionati italiani assoluti indoor, (Torino),
800 m - 2'09"89[45]
- Argento ai Campionati italiani assoluti indoor, (Torino), 1500 m - 4'21"46[46]
- Oro ai Campionati italiani juniores e promesse, (Rieti), 800 m - 2'10"20[47]
- Oro ai Campionati italiani juniores e promesse, (Rieti), 1500 m - 4'26"48[48]
- 5ª ai Campionati italiani assoluti, (Milano),
1500 m - 4'19"46[49]

2010
- Argento ai Campionati italiani assoluti indoor, (Ancona), 1500 m - 4'20"22[50]
- Bronzo ai Campionati italiani assoluti indoor, (Ancona), 3000 m - 9'13"96[51]
- Oro ai Campionati nazionali universitari, (Campobasso), 3000 m siepi - 10'15"13[52]
- Oro ai Campionati italiani assoluti, (Grosseto), 3000 m siepi - 9'58"78[53]

2011
- Oro ai Campionati italiani assoluti, (Torino),
3000 m siepi - 10'05"52[54]

2012
- Argento ai Campionati italiani assoluti indoor, (Ancona), 1500 m - 4'20"07[55]
- In finale ai Campionati italiani assoluti indoor, (Ancona), 3000 m - r[56]
- Oro ai Campionati italiani assoluti, (Bressanone), 3000 m siepi - 10'14"22[57]

2013
- In batteria ai Campionati italiani assoluti, (Milano),
800 m - 2'11"15[58]
- 5ª ai Campionati italiani assoluti, (Milano),
1500 m - 4'23"78[59]

2014
- 4ª ai Campionati italiani assoluti di corsa campestre, (Nove-Marostica), 8 km - 28'51[60]
- Bronzo ai Campionati italiani assoluti, (Rovereto), 5000 m - 16'28"19[61]

2015
- 4ª ai Campionati italiani assoluti indoor, (Padova), 3000 m - 9'16"23[62]
- 9ª ai Campionati italiani assoluti di corsa campestre, (Fiuggi), 8 km - 28'49[63]
- Argento ai Campionati italiani assoluti, (Torino), 5000 m - 16'11"68[64]
- 7ª ai Campionati italiani assoluti, (Torino),
1500 m - 4'27"49[65]

## Altre competizioni internazionali
2008
- 7ª in Super League di Coppa Europa,
( Annecy), 3000 m - 9'44"06[66]

2009
- 5ª al Cross del Campaccio,
( San Giorgio su Legnano), 6 km - 21'41[67]

2010
- 12ª al Cross del Campaccio
( San Giorgio su Legnano), 6 km - 21'37[68]
- 6ª in Super League all'Europeo per nazioni,
( Bergen), 3000 m - 9'16"59[22]

2011
- 11ª in Super League all'Europeo per nazioni,
( Stoccolma), 1500 m - 4'25"35[69]

2012
- 14ª al 55° Cross del Campaccio,
( San Giorgio su Legnano), 6 km - 21'22[70]

2015
- 15ª al 58° Cross del Campaccio,
( San Giorgio su Legnano), 6 km - 21'05[71]